# Car of Tomorrow

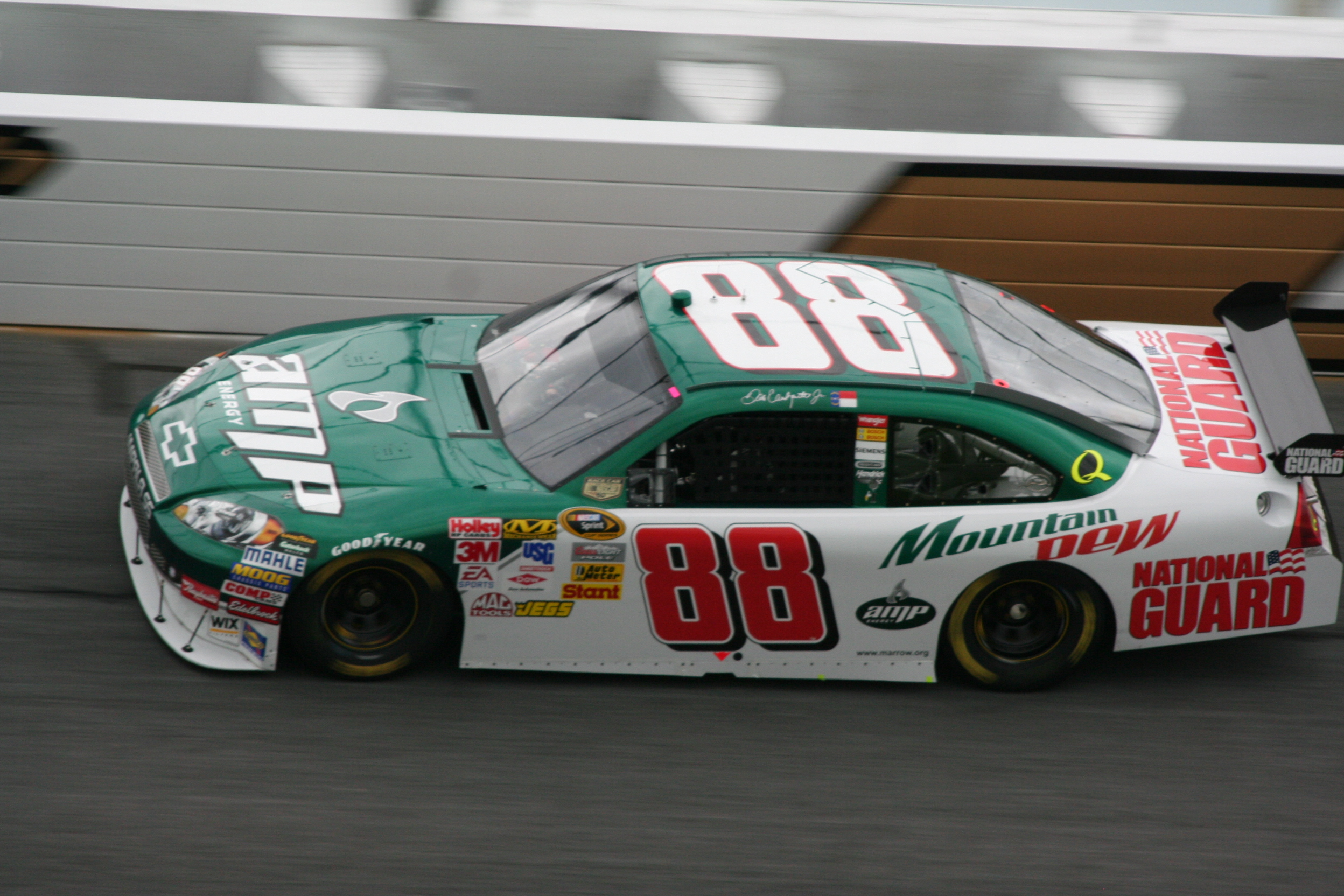
Dale Earnhardt juniors Chevrolet Impala-CoT während der Speedweeks in Daytona

Das Car of Tomorrow (COT) ist ein Fahrzeugdesign für die NASCAR Cup Series, das sein Debüt beim Food City 500 auf dem Bristol Motor Speedway am 25. März 2007 hatte. In den ersten Rennen mit diesem Auto hatte das Team Hendrick Motorsports besonderen Erfolg und gewann fünf der ersten sechs Rennen damit. Entgegen der ursprünglichen Planung kam das COT in der gesamten Saison 2008 zum Einsatz, nachdem es 2007 nur in 16 von 36 Rennen eingesetzt worden war.

## Entwicklung

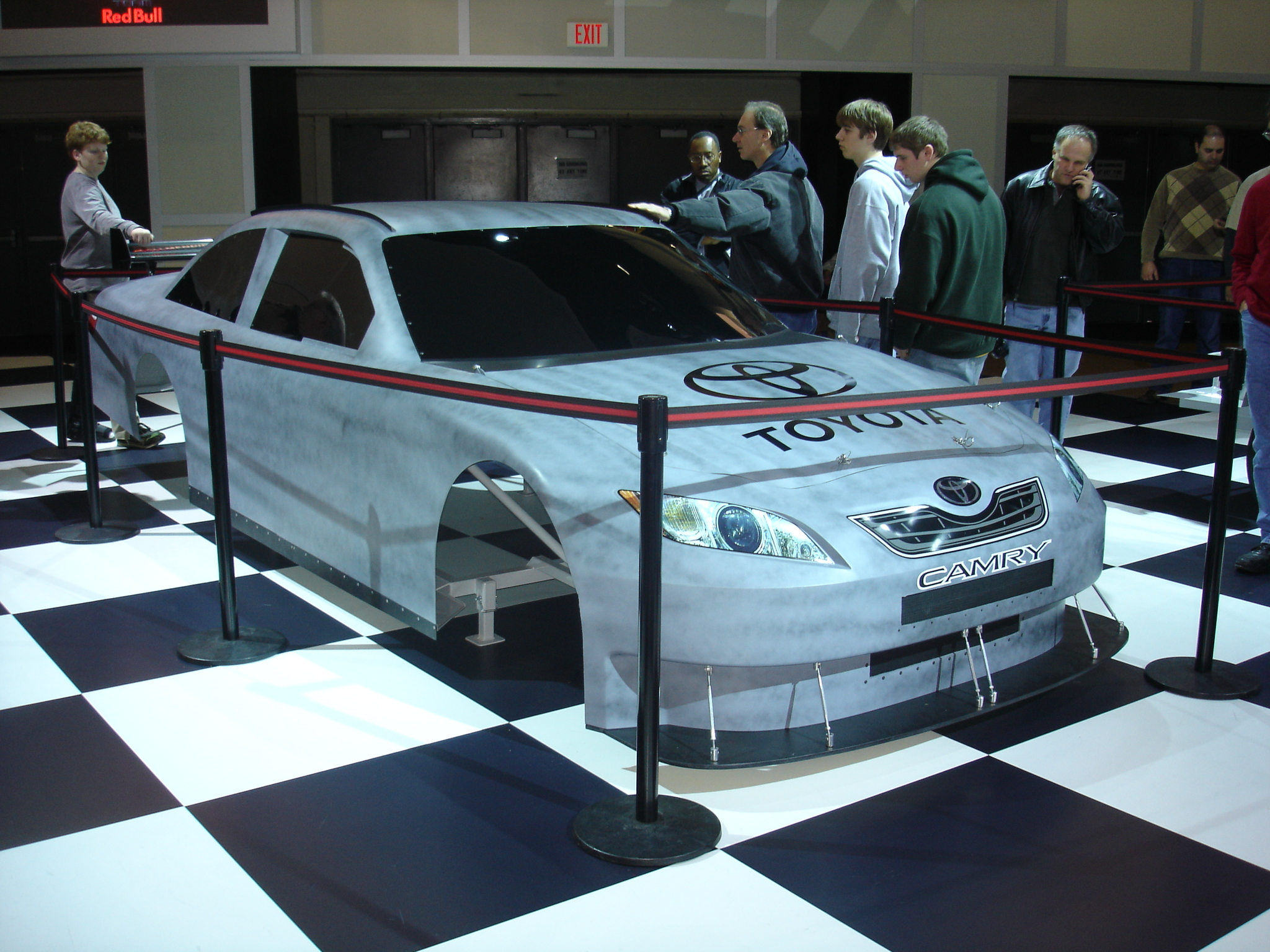
Car of Tomorrow-Silhouette mit Toyota-Camry-Aufklebern

Am 12. Januar 2006 kündigte NASCAR ein universell einsetzbares Auto mit Namen „Car of Tomorrow“ an. Vorausgegangen war ein fünf Jahre lang andauerndes Entwicklungsprogramm, das größtenteils auf den Tod von Dale Earnhardt, einem der Superstars von NASCAR, beim Daytona 500 im Jahre 2001 zurückzuführen ist. Sie ersetzen die bisherigen Wagen, die auf Holman Moodys Ford Fairlane des Jahres 1966 basierten. Die primären Entwicklungsziele waren Innovationen in der Sicherheit, Leistung und Wettbewerb sowie Kosteneffizienz für die einzelnen Teams.
Jeder Wagen muss in seiner Form einer durch NASCAR vorgegebenen Schablone entsprechen, die mit einem speziell entwickelten Gerät überprüft wird. In den ersten beiden Rennen mit dem neuen Wagen in Bristol und Martinsville wurden daher die Garagen extra einen Tag früher als üblich geöffnet, um genügend Zeit für die Überprüfung zu haben, die bis zu zehn Stunden in Anspruch nahm. Nach den alten Regeln von NASCAR gab es für jeden Hersteller eine eigene Schablone, also insgesamt vier für die Hersteller Ford, Chevrolet, Dodge und Toyota. Bis zur Einführung des COT wurden sie regelmäßig angepasst, sodass die Fahrzeuge der unterschiedlichen Hersteller relativ gleichwertig waren. Mit dem neuen einheitlichen Format sollen die damit verbundenen Probleme gelöst werden.
Zu den weiteren Neuerungen des COT gehören ein verbessertes Handling des Wagens sowie eine geringere Abhängigkeit von der Aerodynamik. Eine der markantesten Neuerungen ist ein abnehmbarer Heckflügel, welcher seit dem Dodge Charger Daytona und Plymouth Superbird in den 1970er-Jahren nicht mehr im Einsatz gewesen war. Seine Konfiguration ist weitgehend fest und lässt sich nur minimal anpassen. Auch wird er vor jedem Rennen von NASCAR per Losverfahren an die einzelnen Teams verteilt, um so gleiche Voraussetzungen für alle Teams zu schaffen. Auch ist die Windschutzscheibe steiler als beim alten Wagen und sorgt so für einen höheren Luftwiderstand. Der Einlass für die Kühlluft des Motors befindet sich beim COT unterhalb der Stoßstange und soll ein Überhitzen des Motors durch beschädigte Kühler verhindern. Insgesamt wurde die Frontpartie stark verändert und somit der Luftwiderstand erhöht sowie die Höchstgeschwindigkeit der Wagen reduziert.
Auch im Bereich der Sicherheit gab es Verbesserungen gegenüber dem alten Wagen. So wurde der Fahrersitz um 4 Zoll (etwa 10 cm) nach rechts in die Mitte des Wagens verlegt und der Überrollkäfig 3 Zoll (etwa 7,5 cm) nach hinten versetzt. Insgesamt ist das COT rund 5 cm höher und 10 cm breiter. Zusätzlichen Schutz bei Unfällen soll ein spezieller Schaumstoff an den Seiten zwischen Karosserie und Überrollkäfig bieten. Der Verlauf des Auspuffs wurde zudem verändert, um so die Hitzebelastung für den Fahrer zu mindern. Zusätzlich wurde der Tank verstärkt und die Kapazität von 22 auf 17,75 Gallonen (etwa 67 Liter) reduziert.

## Tests
Die ersten Tests des Car of Tomorrow fanden auf dem Daytona International Speedway, Bristol Motor Speedway, Martinsville Speedway, Lowe’s Motor Speedway, dem Talladega Superspeedway und dem Michigan International Speedway statt. Die Tests wurden von ehemaligen NASCAR-Fahrern, Fahrern des Pacecars und dem Direktor der Abteilung für Cost Research, Brett Bodine auf Prototypen gegen die bisherigen Wagen durchgeführt, die von NASCAR-Teams vorbereitet wurden.
Die Fahrer konnten das COT im Vergleich mit dem bisherigen Wagen auf einigen von NASCAR abgehaltenen Tests sowie speziellen, von NASCAR autorisierten Tests Probe fahren und testen. Einige Teams hielten die Testfahrten auf dem Greenville-Pickens Speedway, dem Caraway Speedway und dem North Carolina Speedway ab, die allesamt nicht im Sprint Cup gefahren werden und daher nicht unter die Testbeschränkungen von NASCAR fallen.

## Planung
Das Car of Tomorrow kam erstmals beim Frühlingsrennen 2007 in Bristol, dem fünften Rennen der Saison, zum Einsatz. Im Verlauf der Saison 2007 waren insgesamt 16 Rennen mit dem neuen Wagen vorgesehen, die alle auf Strecken mit einer Länge von einer Meile oder kürzer stattfinden. Zusätzlich wurden die beiden Straßenkurse und das Herbstrennen auf dem Talladega Superspeedway mit dem COT gefahren.
Für das Jahr 2008 sah die ursprüngliche Planung vor, das Car of Tomorrow bei insgesamt 26 Rennen einzusetzen, darunter beide Rennen in Daytona mit dem Eröffnungsrennen, dem Daytona 500, und den damit verbundenen Veranstaltungen wie das Budweiser Shootout und die Gatorade Duels. Weiterhin sollte das Frühjahrsrennen in Talladega und Michigan, beide Rennen auf dem California Speedway, dem Pocono Raceway und das Rennen auf dem Indianapolis Motor Speedway mit ihm gefahren werden. Aufgrund des erfolgreichen Tests am 28. Februar 2007 in Bristol entschied sich NASCAR, das Car of Tomorrow für alle Rennen der Saison 2008 einzusetzen und entsprach damit dem Wunsch von 80 % der Teams, den kompletten Wechsel vorzuziehen. Somit wurden 2008 die drei Veranstaltungen auf dem Lowe’s Motor Speedway, jeweils beide Rennen auf dem Atlanta Motor Speedway und dem Texas Motor Speedway sowie die einzelnen Rennen auf dem Chicagoland Speedway, Kansas Speedway, Las Vegas Motor Speedway und dem Homestead-Miami Speedway ein Jahr früher als geplant mit dem neuen Auto gefahren. Diese Entscheidung wurde am 22. Mai 2007 durch NASCAR bekanntgegeben.

## Debüt
Das Debüt des Car of Tomorrow in einem Rennen fand am 25. März 2007 statt und wurde von Kyle Busch gewonnen. Damit gewann zum ersten Mal seit 1963 ein Chevrolet Impala ein NASCAR-Rennen.
Die Reaktionen auf die Leistungen des Car of Tomorrow fielen unterschiedlich aus. So sagte Dale Earnhardt junior nach seinem siebten Platz: „It wasn't a disaster like everybody anticipated. It worked out, I reckon. Racing was about the same.“ Auch waren die Fahrer positiv von den Möglichkeiten überrascht, andere Wagen anzurempeln, ohne in einem Dreher zu enden, so dass NASCAR zufrieden mit der Entwicklung im Bereich der Sicherheit war. Dies resultierte aus einer Angleichung der Höhen der Stoßstangen, welche das COT in diesem Bereich auf den Stand von vor 1988 zurückversetzte.
Einige Fahrer und Kritiker drückten ihren Unmut über das neue Auto aus, da sie die damit gefahrenen Rennen als weniger aufregend empfanden. So sagte Kyle Busch trotz seines Sieges während des Interviews, dass es „sucks“ (auf Deutsch: „zum Kotzen sei“). Der ehemalige Fahrer und Fernsehexperte Rusty Wallace sagte auf ESPN, dass das Car of Tomorrow langweilig sei und die Fahrzeuge nur in einer Linie hintereinander führen und es wenig Überholmanöver bzw. Aktionen auf der Strecke oder Unfälle gebe, weswegen NASCAR so populär sei. Dennoch sagte er zur Entscheidung von NASCAR, ab der Saison 2008 das COT bei allen Rennen einzusetzen, dass dies eine der besten Entscheidungen von NASCAR gewesen sei. Fahrer, die in Bristol besonders gut abgeschnitten hatten – darunter Jeff Gordon und Jeff Burton - äußerten sich positiv zum neuen Wagen, da er eine zweite Spur zum Überholen in Bristol ermögliche, was bisher nicht möglich war. In der meisten Zeit des Rennens fuhren die Autos aber hintereinander in einer Reihe her mit vorsichtigen Überholversuchen einiger Fahrer.
Ein großes Problem bei diesem ersten Rennen war der als „Front Splitter“ bezeichnete untere Teil des neuen Frontflügels aus Fiberglas. Beim Kontakt des Splitters mit dem Reifen eines anderen Wagens kann dieser in einigen Fällen den Reifen beschädigen. Beim zweiten Einsatz des Car of Tomorrow gab es dieses Problem nicht mehr.
Ein weiteres großes Problem war der Schaum in den Seiten der Wagen, der in Brand geraten konnte. Dies resultierte in Rauch im Cockpit. Kevin Harvick entdeckte dieses Problem beim Rennen in Martinsville, worauf NASCAR entschied, vor dem nächsten Einsatz am 21. April 2007 beim Subway Fresh Fit 500 auf dem Phoenix International Raceway Änderungen vorzunehmen.

## Modellvarianten
Die Chevrolet-Teams entschieden sich, den bisher verwendeten Namen Monte Carlo SS für das alte Auto einzusetzen und für das Car of Tomorrow auf den Impala SS zu setzen. Da Chevrolet das Monte-Carlo-Modell nicht fortführte, entschied man sich nach der Saison 2007 für den Wechsel auf den Impala. Die Dodge-Teams nutzen den Namen Charger für die alten Autos und Avenger für das Car of Tomorrow. Ford und Toyota setzen sowohl für das alte als auch das neue Auto nur ein Modell ein. Bei Ford ist dies der Fusion und bei Toyota der Camry. Seit 2008 heißt der Wagen von Dodge wieder Charger. Damit haben alle Hersteller den Namen von Limousinen gewählt, obwohl das CoT eine Coupéform aufweist.

## Spätere Änderungen

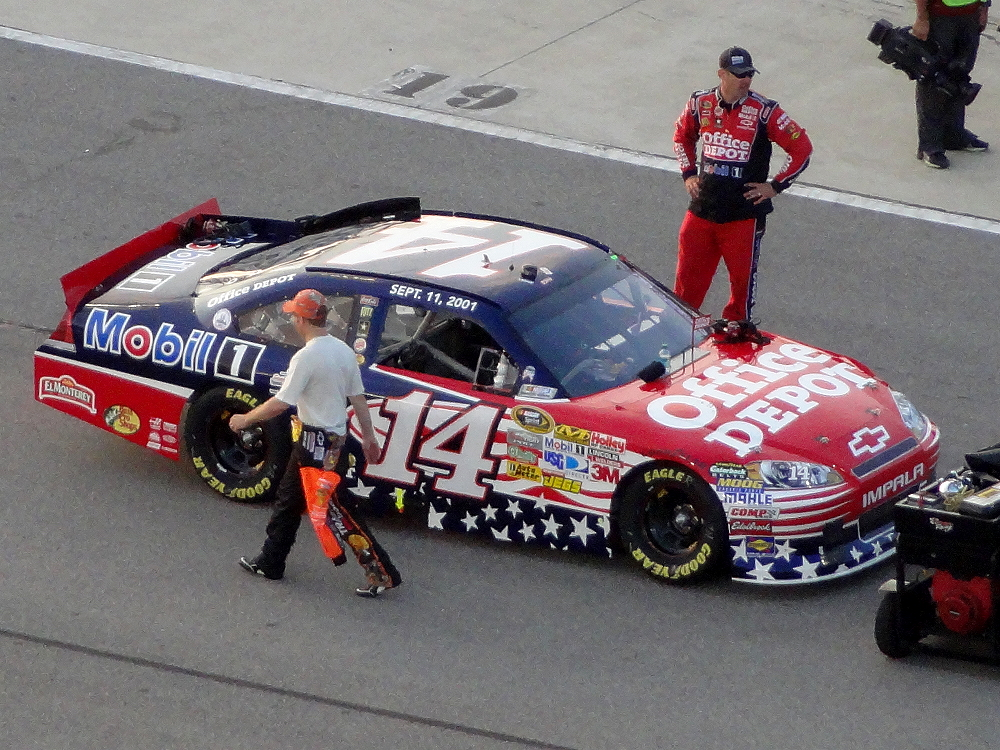
Car of Tomorrow von Tony Stewart, September 2011 in Richmond

Am 15. Januar 2010 wurden die Teams des Sprint Cups vom Direktor der Serie John Darby darüber informiert, dass die NASCAR entschieden hatte, den Heckflügel wieder durch einen Spoiler zu ersetzen, so wie er bis 2007 auch eingesetzt worden war.
Für die Saison 2011 wurde die gesamte Frontpartie überarbeitet und neu konstruiert. Gründe dafür fanden sich im Splitter, der öfter Probleme bereitete, hauptsächlich, da bei kleinen Berührungen oder sogar während eines Bump-Drafts der Splitter stark beschädigt werden konnte und das Auto die Konkurrenzfähigkeit sofort verlor, als auch in anderen, aerodynamischen Aspekten. Die Fahrzeugnase wurde nun wieder dem Aussehen des Vorgängerautos angenähert, indem der Frontdiffusor in seiner bisherigen Form abgeschafft wurde und die Karosserie wieder gerade nach unten verlief. Die Möglichkeiten der Teams am Splitter setupspezifische Änderungen vorzunehmen wurde damit unterbunden. Die gesamte Front erhielt dadurch ein glatteres, runderes Aussehen und die Hersteller erhielten die Genehmigung den unteren Kühler-Bereich ihrem Modell entsprechend zu konstruieren. Zuvor waren die Unterschiede der verschiedenen Fahrzeughersteller und -modelle kaum zu erkennen.
Die Änderungen des Äußerlichen kamen bei den Fans und der Presse sehr gut an. Diese Änderung und die Neubetonierung des Daytona International Speedway stellten die NASCAR vor ein neues Problem, da das bei den Fans nicht sehr beliebte Tandem-Racing nun ohne großes Risiko ausgeführt werden konnte und den Superspeedway-Rennen ihr Flair nahm, der durch das Pack-Racing entstand. So entschied die NASCAR für 2012 eine größere Restrictor-Plate (29/32 Inch, die Löcher sind also um 1/64 größer als bisher) und damit geschätzte 15 PS mehr zu genehmigen und Kühler und Überlaufbehälter massiv zu verkleinern, um die Effizienz des Kühlsystems zu verringern. Außerdem sollte der Kühlereinlass nun zentral platziert werden. Des Weiteren entschied sich die Organisation einen kleineren Heckspoiler und weichere Federn vorzuschreiben.